# Escut i bandera de Quesa
L'escut i la bandera de Quesa són els símbols representatius oficials de Quesa, municipi del País Valencià, a la comarca de la Canal de Navarrés.

## Escut heràldic
L'escut té el següent blasonament:
| « | Escut quadrilong de punta redona. En camp de gules, un castell d'or, maçonat de sable i aclarit d'atzur. A la punta, en camp d'atzur, una tau d'or. Al timbre, una corona reial oberta. | » |

## Bandera
La bandera té la següent descripció:
| « | Bandera de proporcions 2:3. De roig, al centre un castell groc, maçonat i aclarit de blau, en els quatre angles una Tau de Sant Antoni, groga. | » |

## Història
L'escut fou aprovat per Resolució de 4 d'octubre de 1994, del conseller d'Administració Pública, publicada en el DOGV núm. 2.398, de 30 de novembre de 1994.
La bandera fou aprovada per Resolució de 12 de juny de 1997, del conseller de Presidència, publicada en el DOGV núm. 3.054 d'11 d'agost de 1997.
El castell és el senyal parlant de les armes dels comtes de Castellar, antics senyors de Quesa. La tau és la creu de sant Antoni, patró del poble.